# Stenus dashaheensis
Stenus dashaheensis es una especie de escarabajo del género Stenus, familia Staphylinidae. Fue descrita científicamente por Liu, Sheng-Nan, Liang Tang & Yong-Ting Luo en 2017.
Habita en China.